# Amun-Re-Kamutef

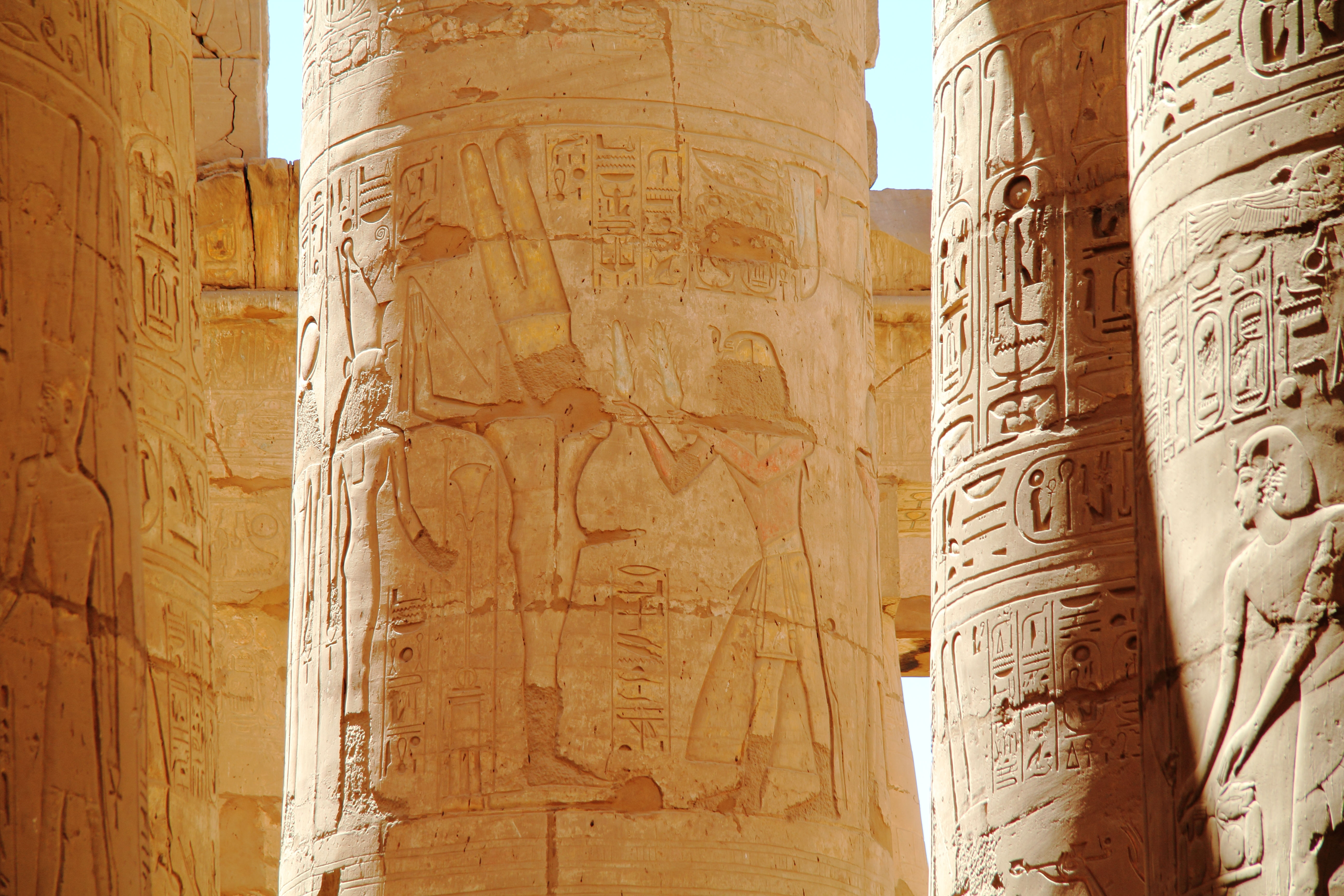
König Ramses II. (rechts) opfert „seinem Vater Min“ Lattichpflanzen, woraufhin der Gott ihm als Amun-Re-Kamutef antwortet und „Millionen Sed-Feste“ (Thronjubiläen) verspricht. (Relief auf einer Säule im Karnak-Tempel)

Amun-Re-Kamutef (auch Min-Kamutef, Amenemope) war eine altägyptische Gottheit. Seit dem Mittleren Reich trat Amun von Theben in den drei Sonderformen „Amun-Re, Herr von Karnak“, „Amun-Re, Herr von Luxor“ und „Amun-Re-Kamutef“ in Erscheinung, wobei Amun-Re-Kamutef die Doppelrolle als „Vater“ sowie „Sohn“ gleichzeitig repräsentiert.
Die drei Gottheiten wurden entsprechend im Tempel des Amun-Re in Karnak, Tempel des Amun-Re in Luxor und Tempel des Amun-Re-Kamutef in Karnak verehrt. Ikonografisch übernahm Amun-Re-Kamutef die ithyphallische Form des Min.
Aus der Regierungszeit des Amenophis I. und des Thutmosis I. sind Darstellungen in Karnak belegt. Hatschepsut nennt sich in der Sockelaufschrift des Obelisken „älteste Tochter des Amun-Re-Kamutef“, der auf Wandbildern nördlich ihres Sanktuars in Karnak zu sehen ist. Thutmosis III. beruft sich ebenfalls in seinem Festtempel auf Amun-Re-Kamutef. Auf diesem Fundament fußt die gemeinsame Gründung des Amun-Re-Kamutef-Tempel in Karnak.